# حمض الغلوتاريك
حمض الغلوتاريك (أو حمض البنتانديويك وفق التسمية النظامية للمركبات العضوية) هو حمض ثنائي الكربوكسيل. صيغته الكيميائية C5H8O4، والتي يمكن كتابتها على الشكل C3H6(COOH)2. يوجد المركب في الشروط القياسية (25 درجة مئوية و 1 ضغط جوي) على شكل بلورات عديمة اللون؛ ويطلق على أملاح واسترات هذا الحمض اسم غلوتارات.

## التحضير
يمكن أن يحضر حمض الغلوتاريك من تفاعل فتح حلقة غاما-بوتيرولاكتون باستخدام سيانيد البوتاسيوم. كما يمكن إجراء التحضير انطلاقاً من ثنائي هيدرو البيران بإجراء تفاعل حلمهة يليه تفاعل أكسدة. أو انطلاقاً من 3،1-ثنائي برومو البروبان بالتفاعل مع سيانيد الصوديوم لتشكيل النتريلات الموافقة ومن ثم إجراء الحلمهة.

## الخواص
يوجد المركب في الشروط القياسية على شكل صلب عديم اللون، ذي انحلالية جيدة جداً في الماء. كما ينحل المركب أيضاً في الإيثانول والإيثر الإيثيلي والكلوروفورم.

## الكيمياء الحيوية
ينتج حمض الغلوتاريك في الجسم نتيجة استقلاب الأحماض الأمينية، بما فيها اللايسين والتريبتوفان. يؤدي الخلل في العمليات الاستقلابية في الجسم لهذا الحمض إلى حدوث حالة مرضية تسمى glutaric aciduria، حيث يؤدي تراكم المنتجات الثانوية السامة إلى حدوث حالات اعتلال دماغي شديدة.

## الاستخدامات
يؤدي اختزال حمض الغلوتاريك إلى الحصول على مركب 5،1-بنتانديول، والمستخدم كمادة أولية في صناعة اللدائن.

## اقرأ أيضاً
- حمض البيميليك
- ألفا-كيتوغلوتارات